# Max Fernández
Max Fernández Rojas (Quillacollo, Bolivia; 25 de diciembre de 1942 - Uncía, Bolivia; 26 de noviembre de 1995) fue un destacado empresario y político boliviano. Fue también el fundador del partido Unidad Cívica Solidaridad (UCS) y accionista mayor de la Cervecería Boliviana Nacional.

## Biografía
Max Fernández Rojas nació en la ciudad de Quillacollo en pleno Valle Bajo en el departamento de Cochabamba el 25 de diciembre de 1942. Desde su juventud se inició trabajando como conductor de camiones de la empresa petrolera Gulf Oil Company en Santa Cruz de la Sierra hasta el año 1969 (año de la nacionalización del gobierno a la empresa).
Los beneficios sociales que Fernández cobró de la empresa le permitieron abrir e instalar su propia agencia de cerveza. Para el año 1978 ya tenía también una fábrica de plásticos en el departamento de Santa Cruz.

## Vida política
Desde 1984 hasta 1987, Fernández dirigió el "Banco Popular del Perú" y en 1986 logró convertirse en el accionista mayoritario de la Cervecería Boliviana Nacional (principal fábrica de cerveza de Bolivia).
Tentado por la política, en agosto de 1988, Fernández decidió fundar el partido político Unidad Cívica Solidaridad (UCS), candidateando para ser presidente de Bolivia en las elecciones generales de 1989 y en las elecciones generales de 1993 obteniendo una votación constante en ambas elecciones. Durante su vida política, formó parte del primer gobierno del presidente Gonzalo Sánchez de Lozada (1993 - 1997).
Max Fernández murió con otras 7 personas en un accidente aéreo cuando volvía de la inauguración de una fábrica de latas de aluminium para cerveza el día 25 de noviembre en la localidad de Uncía en el departamento de Potosí, accidentándose el 26 de noviembre de 1995 y falleciendo a sus 53 años de edad.